# Trump (släkt)
Donald Trumps familj (engelska: Family of Donald Trump) eller släkten Trump (engelska: Trump family) är en framstående amerikansk, ursprungligen tysk släkt, aktiv inom fastighets-, underhållnings- och affärsbranscher samt inom amerikansk politik. USA:s 45:e president, Donald Trump, tillhör denna släkt. Den senares farföräldrar, Frederick Trump och Elizabeth Christ Trump, immigrerade till USA från Tyskland.
Donald Trump har tidigare påstått att densammes släkt ursprungligen härstammar från Karlstad i Värmland, men enligt Gwenda Blair härstammade familjen från Hanns Drumpf, som var bosatt i Kallstadt, en by i Pfalz-regionen under 1600-talet. Dennes ättlingar bytte senare namn från Drumpf till Trump under det trettioåriga kriget.